# Mohamed Rayhi
Mohamed Rayhi (Eindhoven, 1º luglio 1994) è un calciatore olandese, attaccante del Wydad Casablanca.

## Carriera

### Club
Tra il 2013 ed il 2015 ha giocato nella seconda divisione olandese con lo Jong PSV (la squadra riserve del PSV). Tra il 2015 ed il 2017 ha invece giocato in prima divisione con il N.E.C., club con cui ha inoltre trascorso anche la stagione 2017-2018 nuovamente in seconda divisione, categoria in cui ha militato anche nella stagione 2018-2019 ma con la maglia dello Sparta Rotterdam, club con il quale nella stagione 2019-2020 è invece tornato nuovamente a giocare in prima divisione. Tra il 2020 ed il 2022 ha giocato nella prima divisione saudita con l'Al-Batin, mentre nella stagione 2022-2023 ha giocato nella prima divisione emiratina con l'Al Dhafra.

### Nazionale
Ha giocato nelle nazionali giovanili olandesi Under-20 ed Under-21.

## Statistiche

### Presenze e reti nei club
Statistiche aggiornate al 13 agosto 2019.
| Stagione                | Squadra                 | Campionato              | Campionato | Campionato | Coppe nazionali | Coppe nazionali | Coppe nazionali | Coppe continentali | Coppe continentali | Coppe continentali | Altre coppe | Altre coppe | Altre coppe | Totale | Totale | Totale |
| Stagione                | Squadra                 | Comp                    | Pres       | Reti       | Comp            | Pres            | Reti            | Comp               | Pres               | Reti               | Comp        | Pres        | Reti        | Pres   | Reti   |        |
| ----------------------- | ----------------------- | ----------------------- | ---------- | ---------- | --------------- | --------------- | --------------- | ------------------ | ------------------ | ------------------ | ----------- | ----------- | ----------- | ------ | ------ | ------ |
| 2013-2014               | Jong PSV                | ED                      | 36         | 7          | -               | -               | -               | -                  | -                  | -                  | -           | -           | -           | 36     | 7      |        |
| 2014-2015               | Jong PSV                | ED                      | 12         | 3          | -               | -               | -               | -                  | -                  | -                  | -           | -           | -           | 12     | 3      |        |
| Totale Jong PSV         | Totale Jong PSV         | Totale Jong PSV         | 48         | 10         |                 | -               | -               |                    | -                  | -                  |             | -           | -           | 48     | 10     |        |
| 2015-2016               | N.E.C.                  | E                       | 16         | 0          | CO              | 2               | 1               | -                  | -                  | -                  | -           | -           | -           | 18     | 1      |        |
| 2016-2017               | N.E.C.                  | E                       | 26+2       | 2          | CO              | 0               | 0               | -                  | -                  | -                  | -           | -           | -           | 28     | 2      |        |
| 2017-2018               | N.E.C.                  | ED                      | 18         | 7          | CO              | 2               | 1               | -                  | -                  | -                  | -           | -           | -           | 20     | 8      |        |
| Totale NEC              | Totale NEC              | Totale NEC              | 60+2       | 9          |                 | 4               | 2               |                    | -                  | -                  |             | -           | -           | 66     | 11     |        |
| 2018-2019               | Sparta Rotterdam        | ED                      | 29+4       | 13         | CO              | 1               | 0               | -                  | -                  | -                  | -           | -           | -           | 34     | 13     |        |
| 2019-2020               | Sparta Rotterdam        | E                       | 2          | 1          | CO              | 0               | 0               | -                  | -                  | -                  | -           | -           | -           | 2      | 1      |        |
| Totale Sparta Rotterdam | Totale Sparta Rotterdam | Totale Sparta Rotterdam | 31+4       | 14         |                 | 1               | 0               |                    | -                  | -                  |             | -           | -           | 36     | 14     |        |
| Totale carriera         | Totale carriera         | Totale carriera         | 139+6      | 33         |                 | 5               | 2               |                    | -                  | -                  |             | -           | -           | 150    | 35     |        |